# シンガポール地下鉄C751B形電車

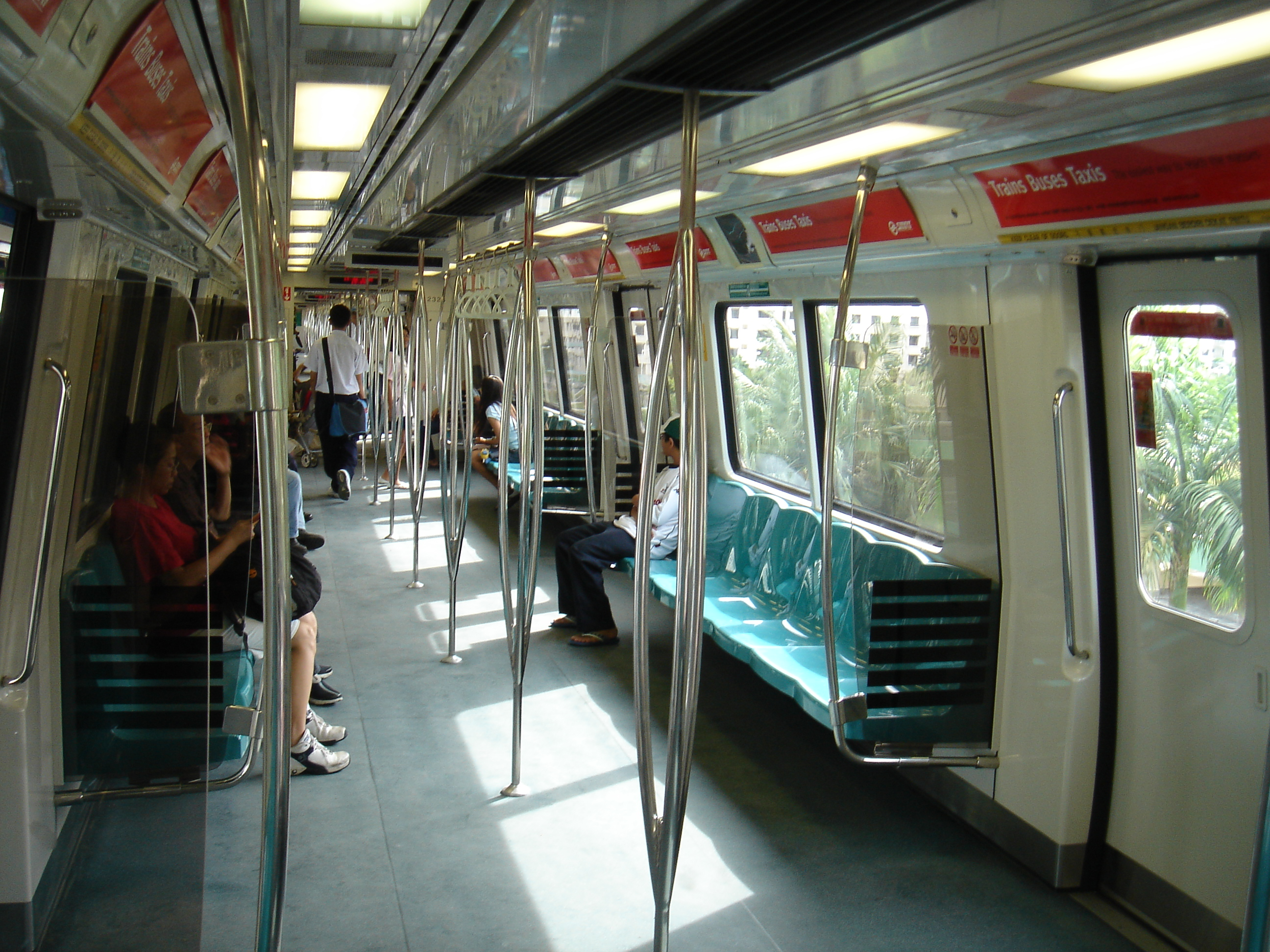
C751B電動車の内装

シンガポール地下鉄C751B形電車（シンガポールちかてつC751Bがたでんしゃ）はシンガポール地下鉄（MRT）の通勤形電車である。

## 概要
本車両は川崎重工が66両、日本車輌が60両製造した。2000年から2001年にかけて計126両が納入された。現在東西線、南北線で運用されている。

### 外装
C751B形と未更新のC151形などの今までの車両との大きな違いは、形と色である。形は先頭車両の前面が傾き、流線型になり、LEDで列車番号が表示されるようになった。色は全体的に白をベースにし、窓の部分は黒いラインで、窓の下は赤いラインが引かれている。また、さらにその下は灰色になった。しかし、これらの車体の色はC151形の更新済車両と非常によく似ている。

### 内装
客用扉は両開き片側4扉、外吊扉で戸袋窓は無い。扉部分など車体中央にスタンションポールがある。座席はプラスチック製のロングシートである。車内案内表示器は設置されていないが、車内放送は自動化されている。車体はアルミ製のダブルスキン構造となっている。1車両に対して6台の液晶画面が装備された。

### 編成
通常は2M1Tの3両のユニット2つで6編成で運用されておりTc - M - Mc - Mc - M - Tcとなっている。付番は4桁の数字でされており、千の位が号車番号で3は必ず付随車に充てられている。その他はユニット番号になっている。333番ユニットと334番ユニットの編成の場合、3333 - 1333 - 2333 - 2334 - 1334 - 3334となる。ユニットを組むときに奇数のユニットの方が数字が小さくなる。

### 引退
2020年代に入ると、初期に製造した車両が20年を経過しているが、老朽化はそこまで問題はなかった。しかし、2023年からC151形とC651形の置き換え用車両、r151形が導入、c751b形も置き換え対象となった。2021年、初めてこの形式の廃車が発生した。（339/340編成）そして2024年9月、最後の本形式で最後の営業運転ができる車両が（337/338編成）南北線で最終運行をし、同年12月の解体を待つ為にトゥアス車両基地へ回送され、24年間の営業運転が終了した。その後、12月に本形式は正式に引退、最後の編成（337/338編成）は解体または保存されている。

### 保存車両
2024年12月に引退した本形式は、シンガポールの高等教育機関、法定委員会のiteカレッジウェストで2023年3月から教育目的で使用されている。また、同年11月には2両の車両がシンガポール軍に寄贈され、SAFTIシティで保存、その他保存や再利用がされている。

## 性能諸元
括弧内は中間電動車
- 全長 - 23,830mm（22,800mm）
- 全高 - 3,693mm（3,983mm）
- 全幅 - 3,200mm
- 自重 - 35.0t（39.0t）
- 定員 - 320人、座席は50人
- 制御装置 - IGBT-VVVF
- 最高速度 - 90km/h